# Matija Brguljan
Matija Brguljan (1995.) je crnogorski vaterpolski reprezentativac. Igra u napadu. Sin je poznatog vaterpolskog suca i športskog radnika Marija Brguljana.
Ponikao je u Valu iz Prčnja. Igrao poslije za Primorac iz Kotora.
Na popisu crnogorske reprezentacije za Univerzijadu.